# Mainframe

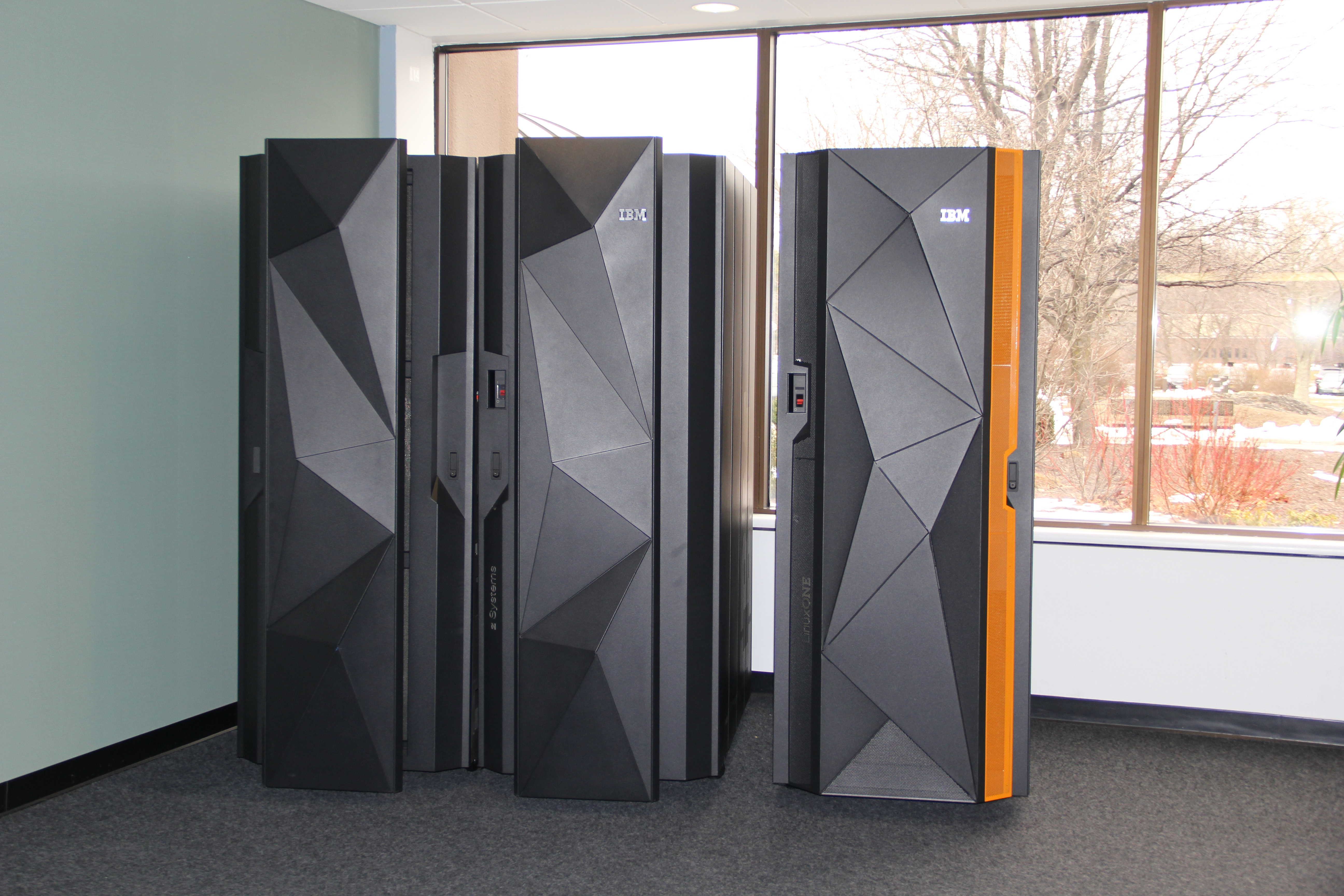
Een paar IBM mainframes.

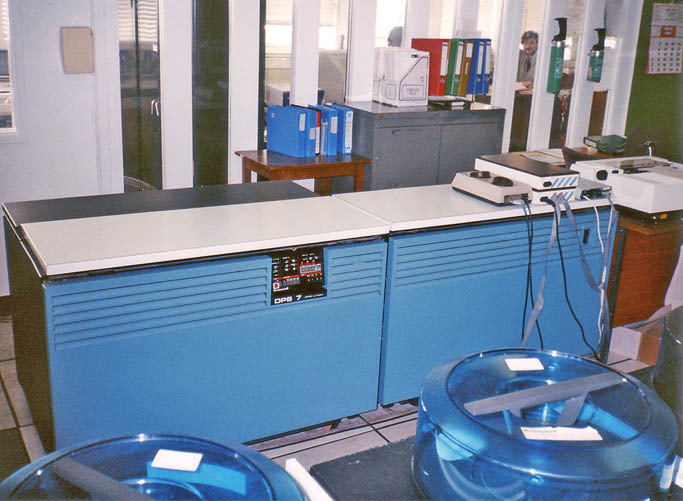
Een Honeywell-Bull DPS 7-mainframe uit 1981

Een mainframe is een centrale computer. De gegevens werden oorspronkelijk in een mainframe ingevoerd met gegevensdragers als ponskaarten, ponsbanden en magneetbanden. In de jaren 70 werden op enige schaal terminals aan mainframes aangesloten, aanvankelijk schrijfmachineterminals en later ook beeldschermen. Na de opkomst van de personal computer in de jaren 80 werden deze als clients aangesloten aan mainframes als servers.

## Geschiedenis
De eerste mainframes stammen uit de jaren 50. Opdrachten werden in die tijd via ponskaarten ingevoerd. In het midden van de jaren 60 kwam een besturingssysteem dat het mogelijk maakte dat mainframes verschillende taken tegelijk uitvoerden, multitasken. Van een werkelijk gelijktijdige verwerking was overigens geen sprake: de software verdeelde de capaciteit van de enkele processor van de computer door de verschillende taken afwisselend aan de beurt te laten komen, waarbij er slim gebruik werd gemaakt van het feit dat een computer duizenden instructies kan uitvoeren voor één toepassing in de tijd dat een andere toepassing wacht op invoer van, of uitvoer naar de mechanische, en daardoor relatief veel langzamere randapparaten.

### Herkomst van de naam
De naam mainframe is waarschijnlijk afgeleid van de grote metalen kast, waarin de computers waren geplaatst en kwam in zwang toen er in de jaren 70 ook andere computers kwamen, met name minicomputers, zoals de PDP-11 van DEC, en later personal computers.

## Producenten
De bekendste bouwer van mainframes is IBM, deze beheerst 90% van de markt. Andere bedrijven die actief zijn op deze markt zijn Unisys, voorheen Burroughs, UNIVAC, Bull, Fujitsu en Hitachi. De twee laatstgenoemde bedrijven legden zich toe op de fabricage van plug compatible mainframes, waarmee op compatibiliteit met IBM mainframes wordt gedoeld. Hoewel de IBM mainframes, anders dan de latere IBM PC, niet als 'open' serie waren bedoeld, trad IBM destijds niet juridisch op tegen deze namaak. De reden daarvoor was dat IBM een zo groot marktaandeel had, dat zij voortdurend klachten kregen dat zij in feite een monopolie hadden. Wel ging IBM ertoe over de kosten van de systeemsoftware afzonderlijk in rekening te brengen. Tot in de jaren 70 was daar geen reden toe, omdat IBM software alleen op IBM computers draaide. Inmiddels treedt IBM juridisch op tegen namaak.

## Mainframes vs. supercomputers
Mainframes mogen niet worden verward met supercomputers. Beide hebben een grote verwerkingscapaciteit, maar bij supercomputers is die vooral gericht op piekprestaties op het gebied van berekeningen, terwijl een mainframe wordt gekenmerkt door optimalisatie van I/O-operaties en betrouwbaarheid. Een supercomputer is bijvoorbeeld geschikt voor het doorberekenen van complexe simulaties terwijl een mainframe de transacties van een bank verwerkt. Een mainframe kan jarenlang storingsvrij doorwerken en onderhoud kan worden verricht terwijl het systeem doordraait.